# Пушвіц
Пушвіц (нім. Puschwitz; в.-луж. Bóšicy) — громада в Німеччині, розташована в землі Саксонія. Входить до складу району Бауцен. Складова частина об'єднання громад Нешвіц.
Площа — 11,74 км2. Населення становить 808 ос. (станом на 31 грудня 2020).
Громада підрозділяється на 7 сільських округів.
Офіційною мовою в населеному пункті, крім німецької, є верхньолужицька.

## Галерея

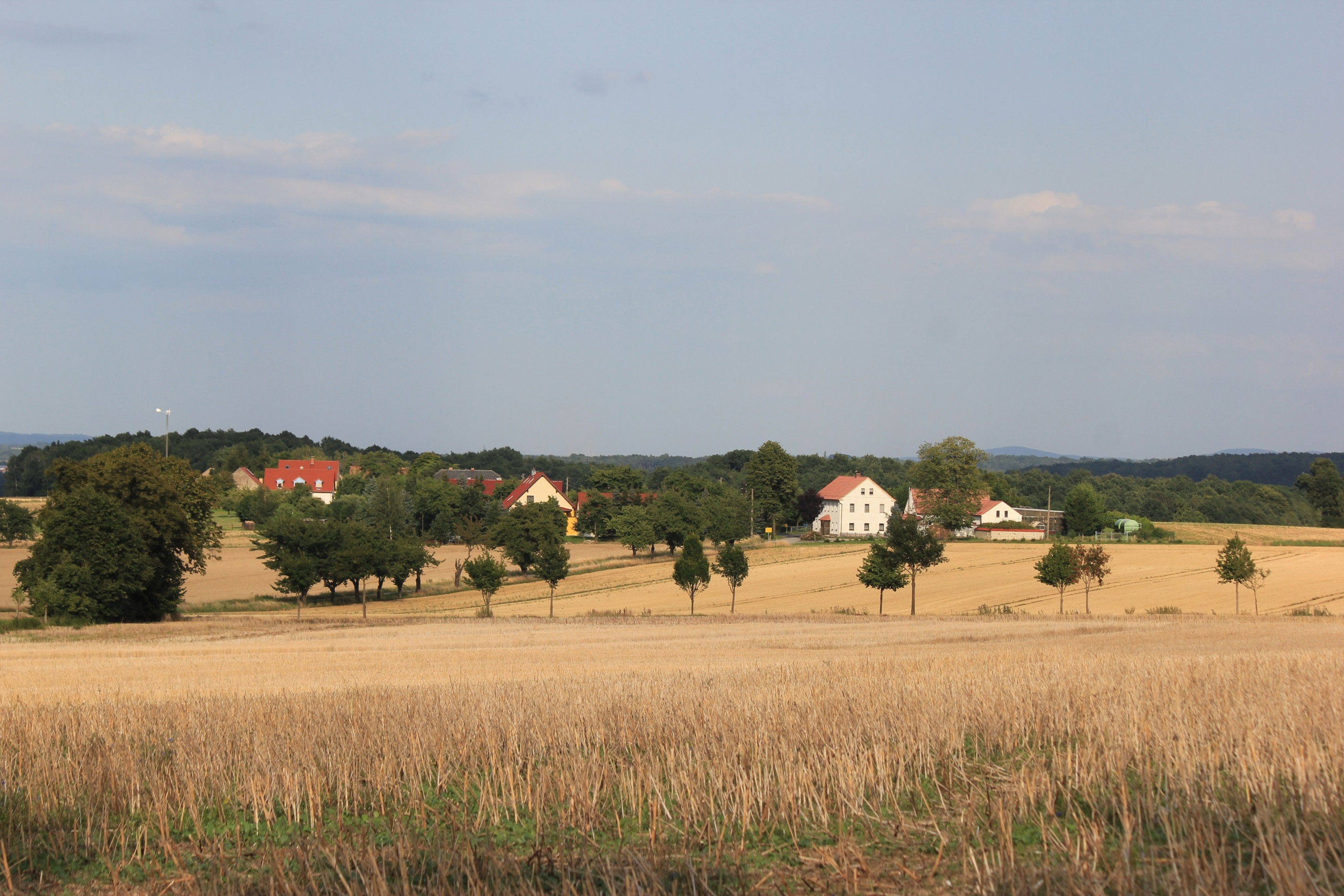
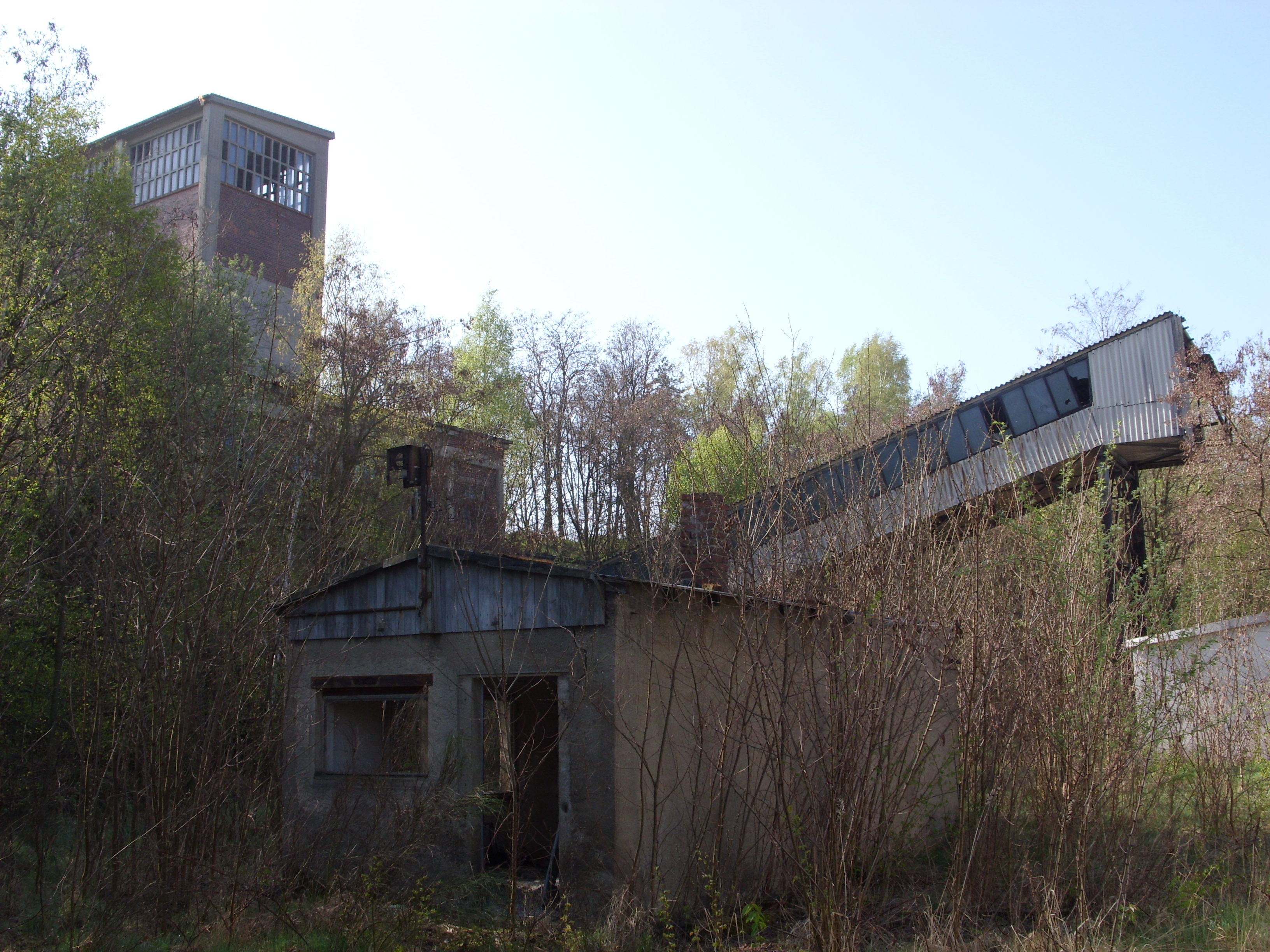
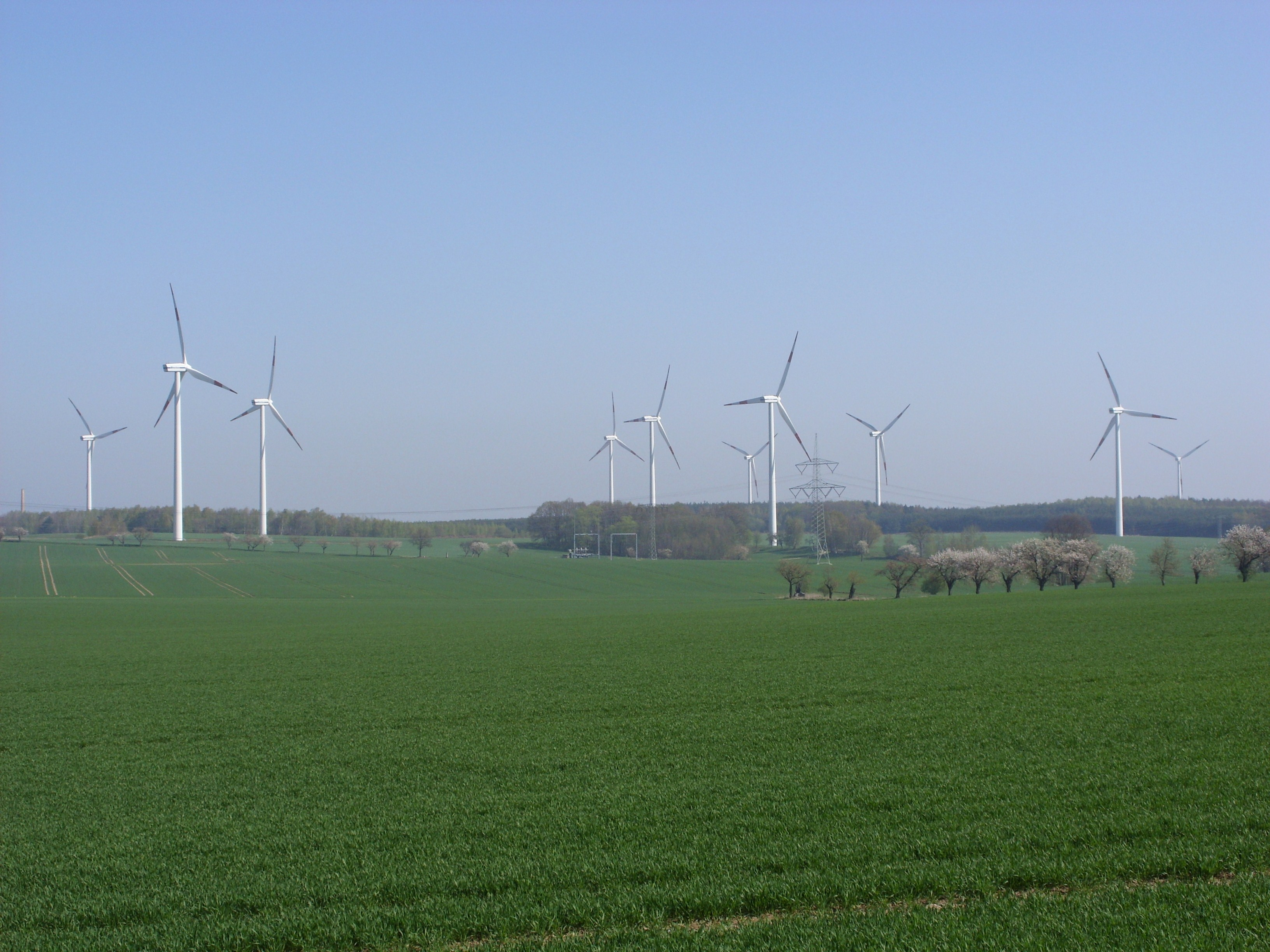
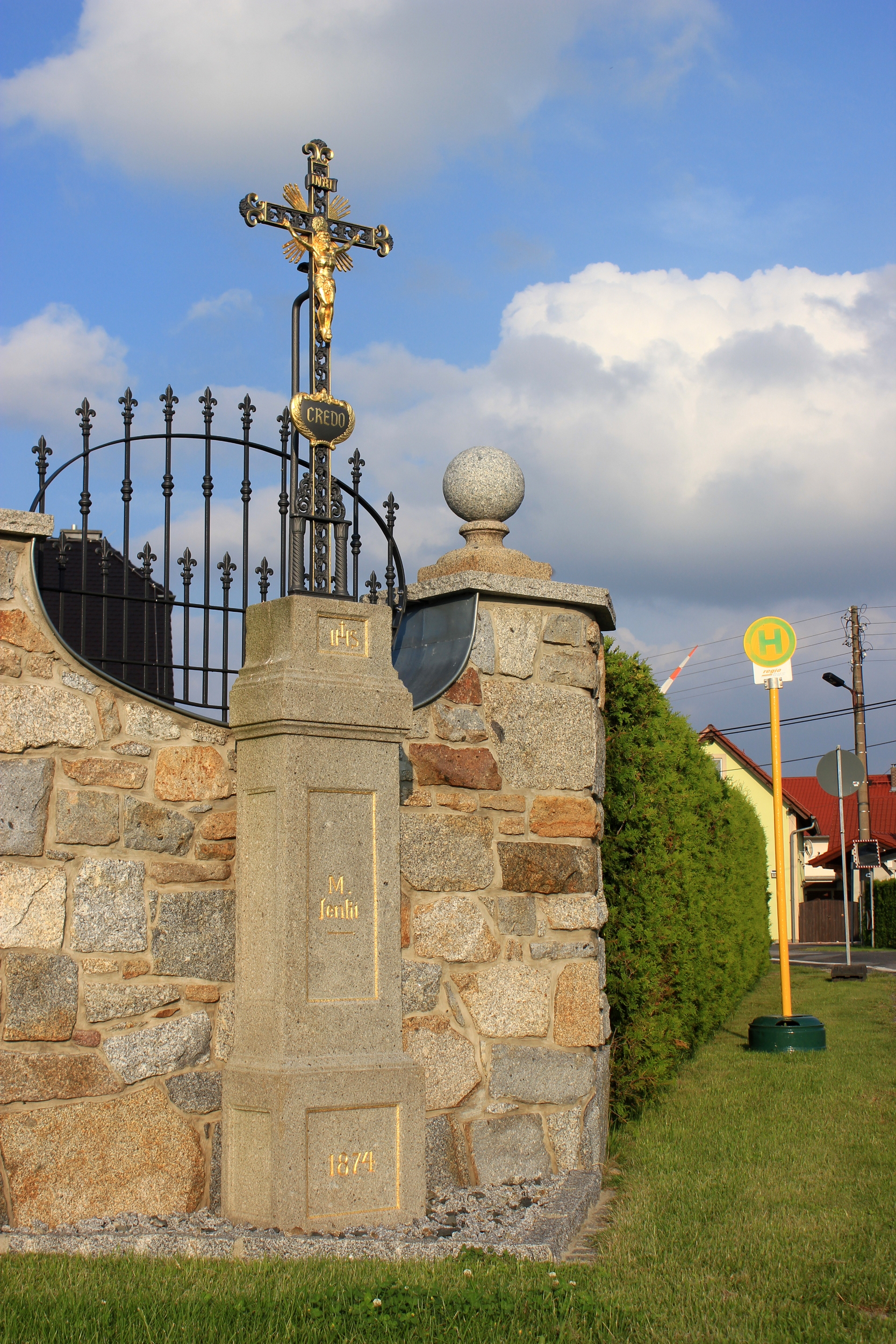